# はじめての一枚
『はじめての一枚』（はじめてのフォトグラフ）は、読売テレビが制作し、日本テレビ系列で放送されていたミニ番組。2008年4月7日から2009年3月30日まで、毎週月曜日の11時台に5分間放送されていた（放送時間は後述）。EPSONの一社提供。

## 概要
それまで同時間帯では、月曜日から金曜日の帯）で生活情報番組『ご存じですか』を放送していたが、2008年度より、内閣府の政府広報番組の見直しにより、木曜日と金曜日のみの放送となった。火曜日と水曜日は各局のローカルセールス枠に切り替わった。月曜日は読売テレビに制作を引き継ぎ、全国ネット枠を継続。
本番組は、毎週一人の子供が登場し撮りたい写真を自ら撮影するもので、撮影中には親からのメッセージが紹介されている。
番組のナビゲーターはお笑いタレントの木村祐一と藤井隆が務めている。
地上デジタル放送ではハイビジョン制作・データ放送連動（2008年5月19日より）となっている。また、データ放送では番組オリジナルフレームをダウンロードおよび印刷ができる（印刷するにはデータ放送対応のテレビおよびプリンターが別途必要）。
最終回は一部地域のみ「おもいッきりDON!」の枠内で放送された。

## ネット局と放送時間
放送時間はすべて日本標準時。
同時ネット
- 福井放送を除くNNS28局、沖縄テレビ（フジテレビ系列）：月曜11:25 - 11:30

時差ネット
- 福井放送（テレビ朝日系列とのクロスネット局）、テレビ宮崎（NNS非加盟、フジテレビ系列・テレビ朝日系列とのクロスネット局）：月曜11:40 - 11:45